# Người Việt tại Đài Loan
Người Việt tại Đài Loan hay Người Đài Loan gốc Việt, có số lượng tương đối lớn so với những người nước ngoài khác ở đây. Có khoảng 80.000 người Việt Nam ở Đài Loan tính đến năm 2006; trong số đó 60.000 là người giúp việc trong gia đình, 16.000 làm việc tại các nhà máy và 2.000 còn lại làm các công việc khác. Họ chiếm khoảng 21% trong số các công nhân nước ngoài tại hòn đảo này; trong số đó 42% làm việc tại các thành phố Đài Bắc, Tân Bắc (thành phố bao quanh Đài Bắc) và Đào Viên ở miền bắc Đài Loan. Đồng thời, có khoảng 118.300 người phụ nữ Việt Nam đã kết hôn với những người đàn ông bản xứ thông qua các dịch vụ môi giới kết hôn quốc tế kể từ năm 2005. Họ bao gồm những người Việt di cư đến sinh sống ở Đài Loan và những công dân Đài Loan sinh ra ở đó là con lai gốc Việt hoặc có cha mẹ người Việt.

## Xuất khẩu lao động
Đài Loan là một địa điểm quan trọng cho lao động xuất khẩu Việt Nam, đặc biệt trong công nghiệp nặng và ngư nghiệp. Năm 2002, lao động Việt Nam tại Đài Loan chiếm khoảng 28,5% (13.200 người) trong số 46.200 người Việt Nam đang lao động ở nước ngoài, khiến Đài Loan làm nước đứng thứ nhì, trước Lào và chỉ sau Malaysia; ngay cả sau khi xuất khẩu lao động Việt Nam đến Hàn Quốc và Nhật Bản đã giảm bớt, Đài Loan vẫn giữ vị trí quan trọng của mình.
Từ khi Hội đồng Lao động của Đài Loan cho phép thuê mướn người Việt Nam năm 1999, ô-sin Việt Nam bắt đầu chiếm tỷ lệ lớn của phụ nữ Việt Nam tại Đài Loan. Giữa những năm 2000 và 2003, số người ô-sin Việt Nam đã tăng gấp 15 lần, từ 2.634 người đến 40.397 người, biến họ trở thành nhóm ô-sin lớn thứ nhì theo quốc gia, cao hơn cả người Philippines và sau người Indonesia; họ chiếm khoảng 1/3 tổng số người giúp việc tại gia ở đảo này. Người Philippines trước đây là nhóm giúp việc lớn nhất, vì kiến thức tiếng Anh của họ cho phép họ làm người dạy kèm lý tưởng cho con cháu trong gia đình họ giúp việc. Tuy nhiên, kiến thức tiếng Anh tốt của họ làm quan hệ chủ-tớ mất cân bằng vì các người chủ ít có kiến thức tiếng Anh; người Việt và người Indonesia được chọn vì họ có ít kiến thức tiếng Anh hơn, và vì thế họ có ít khả năng lập nhóm và tìm hiểu thông tin ở ngoài xã hội Đài Loan hơn.
Đến năm 2004, Việt Nam đã xuất khẩu 37.700 lao động đến Đài Loan hằng năm, hầu hết làm người giúp việc nhà và nhân viên bệnh viện. Tuy nhiên, trong năm 2005, chính phủ Đài Loan đã ra lệnh ngừng tuyển người Việt vì người Việt có tỷ lệ bỏ việc cao nhất trong tất cả các người châu Á tại Đài Loan. Đến năm sau, Đài Loan và Việt Nam đã thương lượng lại hợp đồng cho lao động Việt Nam, kéo dài thời gian làm việc từ ba đến sáu năm và cắt bớt thủ tục, và lập ra một chính sách chính thức để người lao động có thể than phiền về các người chủ; tuy nhiên, số tiền đặc cọc cũng được tăng lên, nhằm giảm tỷ lệ bỏ hợp đồng của các lao động.

## Kết hôn
Mặc dù bất hợp pháp, các dịch vụ làm mai mối quốc tế vẫn phổ biến tại Việt Nam; tính đến năm 2005, 118.300 phụ nữ Việt Nam, phần lớn từ miền Nam, đã kết hôn với người Đài Loan. Từ năm 2001, phụ nữ Việt Nam đã chiếm 49% số cô dâu nước ngoài tại Đài Loan. Tuổi trung bình của họ là giữa 25 và 26 tuổi, trong khi tuổi trung bình của chú rể là 36; 54% đến từ Thành phố Hồ Chí Minh. 73% là người Kinh, trong khi số còn lại 27% là người Hoa. 72.411 (60%) trong tất cả các cô dâu Việt Nam tại Đài Loan trong năm 2005 đã kết hôn trong vòng 10 năm trước. Phụ nữ Việt Nam cưới chồng Đài Loan chiếm 85% trong số 11.973 người nhập quốc tịch Trung Hoa Dân quốc năm 2006.
Chính phủ Việt Nam đã tạo một số quy định về hôn nhân quốc tế giữa 2002 và 2005, trong đó có việc cấm kết hôn nếu chênh lệch tuổi quá cao, và đòi hỏi các người cưới nhau phải có một ngôn ngữ tương đồng.
Chính phủ Trung Hoa Dân quốc cũng muốn hạn chế việc di cư theo diện hôn nhân, nhưng khác với chính phủ Việt Nam, chỉ có thể sửa đổi chính sách thị thực. Họ đã thay đổi chính sách này: trước kia họ đã phỏng vấn từng người để cấp thị thực, rồi đổi thành phỏng vấn nhóm vào năm 1999; năm 2005, họ hạn chế 20 lần phỏng vấn mỗi ngày. Đến năm 2007, số cô dâu đã giảm bớt từ cao điểm 14.000 mỗi năm thành 1/3 số lượng đó.
Theo Cao ủy Liên Hợp Quốc về người tị nạn, khoảng 3.000 phụ nữ Việt Nam từng kết hôn với người Đài Loan đã trở thành người không có quốc tịch sau khi ly dị; họ đã từ bỏ quốc tịch Việt Nam để nhập tịch Trung Hoa Dân quốc sau khi lấy chồng, nhưng lại trở về Việt Nam sau khi ly dị và từ bỏ quốc tịch Trung Hoa Dân quốc khi điền đơn xin lại quốc tịch Việt Nam. Con cái họ, vì chỉ có quốc tịch Trung Hoa Dân quốc và chưa bao giờ từng có quốc tịch Việt Nam, không thể nhập học trong các trường công tại Việt Nam.

## Nhân vật
- Phêrô Nguyễn Văn Hùng
- Nguyễn Kim Hồng (đạo diễn)

### Tạp chí học thuật
- Dương, Thông Vinh (ngày 25 tháng 8 năm 2007). “從越南觀點看越南台灣人：越僑全球化與移民精神 [Nhìn người Đài Loan gốc Việt từ quan điểm của Việt Nam: Toàn cầu hóa Việt Kiều và sự nhận thức về dân nhập cư]” (PDF). Cultural Studies Monthly. Trung tâm Nghiên cứu Nhân loại, Đại học quốc lập Đài Loan (71). Bản gốc (PDF) lưu trữ ngày 2 tháng 2 năm 2017. Truy cập ngày 23 tháng 1 năm 2008.